# 공주시·공주군
공주시·공주군은 대한민국의 옛 국회의원 선거구이다. 당시 충청남도 공주시와 공주군 지역을 관할했다.

## 역사
대한민국 제13대 국회의원 선거를 앞두고 논산군·공주군 선거구에서 분리되면서 신설되었다. 
1995년 1월 1일을 기해 공주시가 공주군과 통합하여 통합 공주시가 출범되었다. 이에 대한민국 제15대 국회의원 선거를 앞두고 공주시·공주군 선거구가 공주시 선거구로 개편되었다.

## 역대 국회의원
| 선거   | 정당 | 정당         | 의원   |
| ------ | ---- | ------------ | ------ |
| 1988년 |      | 신민주공화당 | 윤재기 |
| 1992년 |      | 무소속       | 이상재 |

## 역대 선거 결과

### 대한민국 제13대 국회의원 선거
|  | 51.81% |

|  | 40.33% |

|  | 3.36% |

|  | 3.35% |

|  | 1.13% |

### 대한민국 제14대 국회의원 선거
|  | 39.80% |

|  | 36.14% |

|  | 16.13% |

|  | 4.24% |

|  | 3.66% |